# Березень 2022
Березень 2022 — третій місяць 2022 року, що розпочався у вівторок 1 березня та закінчився у четвер 31 березня.

## Події
- 6 березня, неділя — Прощена неділя (Сиропуст).
- 7 березня, понеділок — початок Великого посту, який буде тривати до 23 квітня.
- 12 березня — Єдиний син другого президента Туркменістану Гурбангули Бердимухамедова Сердар Бердимухамедов обраний третім Президентом Туркменістану[1]
- 27 березня — перехід на літній час.